# La Samaritaine (Rostand)
La Samaritaine (de Samaritaanse) is een toneelstuk in drie bedrijven geschreven door Edmond Rostand, het ging op 14 april 1897 in première in het Renaissance Theatre in Parijs en op 23 juni 1937 als opera van Max d'Ollone in de Opera de Paris.

## Toneeluitvoering
Na de slechte ontvangst van Rostands vorige toneelstuk La Princesse lointaine, speciaal geschreven voor Sarah Bernardt, vroeg de actrice hem om voor haar een nieuw stuk te schrijven. Het werd La Samaritaine een stuk in 3 bedrijven gebaseerd op het Bijbelse verhaal uit Johannes 4.
Dit stuk werd een succes en werd door Sarah opgenomen in haar vaste repertoire, zij speelde hierin de rol van Photine (de Samaritaanse vroouw), de rol van Jezus werd vertolkt door Léon Brémont. De muziek bij het stuk is gecomponeerd door Gabriel Pierné.
De interactie speelt zich af tussen de wantrouwende houding van de Samaritanen, het leven van de courtisane Photine en de Messiaanse missie van Jezus.

### Akte I
Het decor verbeeldde de put van Jacob in de buurt van Sichem met op de achtergrond de bekende toppen van de Ebal en de Gerizim. In de eerste akte vindt, na de inleidende scenes met de schimmige verschijningen van Abraham, Izaäc en Jacob,  de ontmoeting van Jezus met Photine plaats, Jezus vraagt haar hem te drinken te geven. Zij weigert en er ontstaat een gesprek, een dialoog over de Samaritanen en de joden.  Aan het einde van de eerste akte openbaart Jezus zich als de Messias die komen zou en keert Photine buiten zichzelf van vreugde terug naar de stad.

### Akte II
Het decor laat de marktplaats vóór de poort der stad Sichem zien met een der poort die uitzicht geeft op de vallei buiten het stadje. Photine keert terug en begint enthousiast aan iedereen te vertellen wat haar is overkomen en weet uiteindelijk iedereen te overtuigen om haar te volgen naar de bron.

### Akte III
Het decor: de Jacobsbron. Jezus zit met zijn discipelen bij het vallen van de avond bij de bron, ze spreken over de komst van het koninkrijk van God. Dan verschijnen Photine met de gehele bevolking van Sichem, die na het zien van de Goddelijke Rust uitbreekt in een jubel en smeekt om het Levende Water. Aan het eind knielt Photine bij de Meester en bidt het Onze Vader.

## Operauitvoering
De operauitvoering is geheel gebaseerd op het libretto van het toneelstuk en werd geschreven en gedirigeerd door Max d' Ollonne. De opera werd deels uitgevoerd in de oratoriumvorm, het decor werd ontworpen door Pierre Chéreau (1874-1948) en de realisatie door projecties van de decorateur Ernest Klausz (1896 - 1970).
De nieuwe techniek van het projecteren van de decors werd echter niet door iedereen gewaardeerd.
De hoofdrollen werden vertolkt door de sopraan Germaine Hœrner (Photine) en bas André Pernet (Jezus), de rescenties waren over het algemeen gunstig.
Op 8 oktober 1938 werd de opera in zijn geheel uitgezonden door de Franse radiozender Paris PTT (431.7 M).
Hoewel in Frankrijk en internationaal veel lof was kreeg de opera in het rechtse Nederland een vernietigende recensie

### Akte I
Hier begint het verhaal op het moment dat de discipelen Jezus verlaten om naar Sichem te gaan om voedsel te kopen. Jezus zit bij de bron en Photine komt water putten, zij heeft haar amfora op haar schouder. Jezus vraagt haar om iets te drinken maar ze weigert hem omdat hij een jood is. Daarna begint de uitgebreide dialoog tussen hen beide zoals die bekend is uit het evangelie.

### Akte II
Het decor is de markt van Sichem, er heerst een chaotische sfeer, de discipelen worden de stad uitgestuurd. De vrouwen roddelen over Photine maar als zij teruggekeerd weet zij met veel overgave de mensen te overtuigen van het wonder van haar bekering. Na allerlei verwikkelingen trekt Photine met alle inwoners de stad uit om naar Jezus bij de bron te gaan.

### Akte III
Jezus spreekt met zij  discipelen over de ontmoeting met Photine. Dan arriveert de menigte uit de stad, het gezang en geschreeuw verstomd als zij Jezus zien. Nadat Jezus al hun vragen heeft beantwoord en de zieken genezen, heffen zij een loflied aan. Jezus blijft twee dagen bij hen en leert hun het gebed dat hij ook Photine had geleerd, het Onze Vader. 

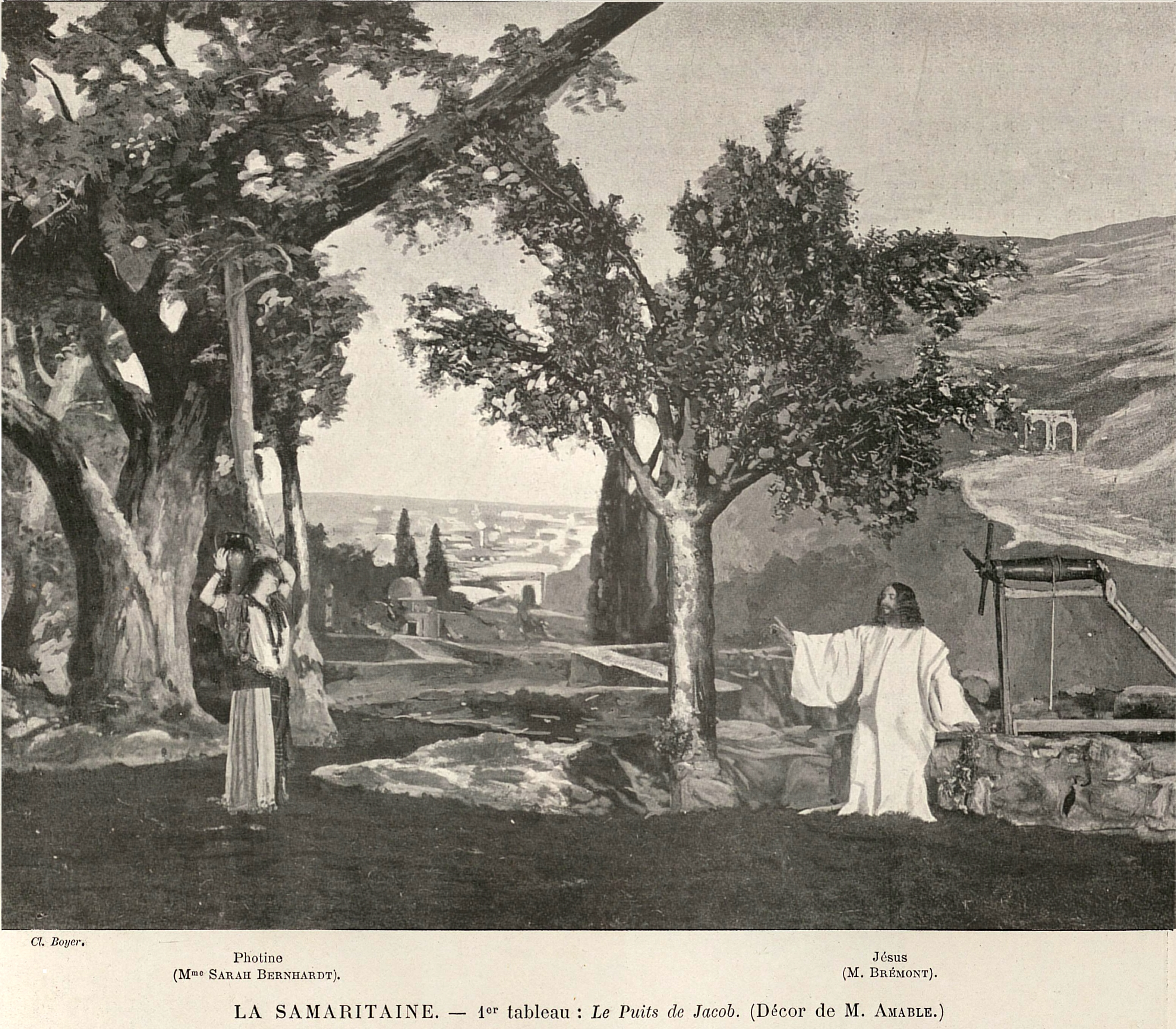
La Samaritaine akte I
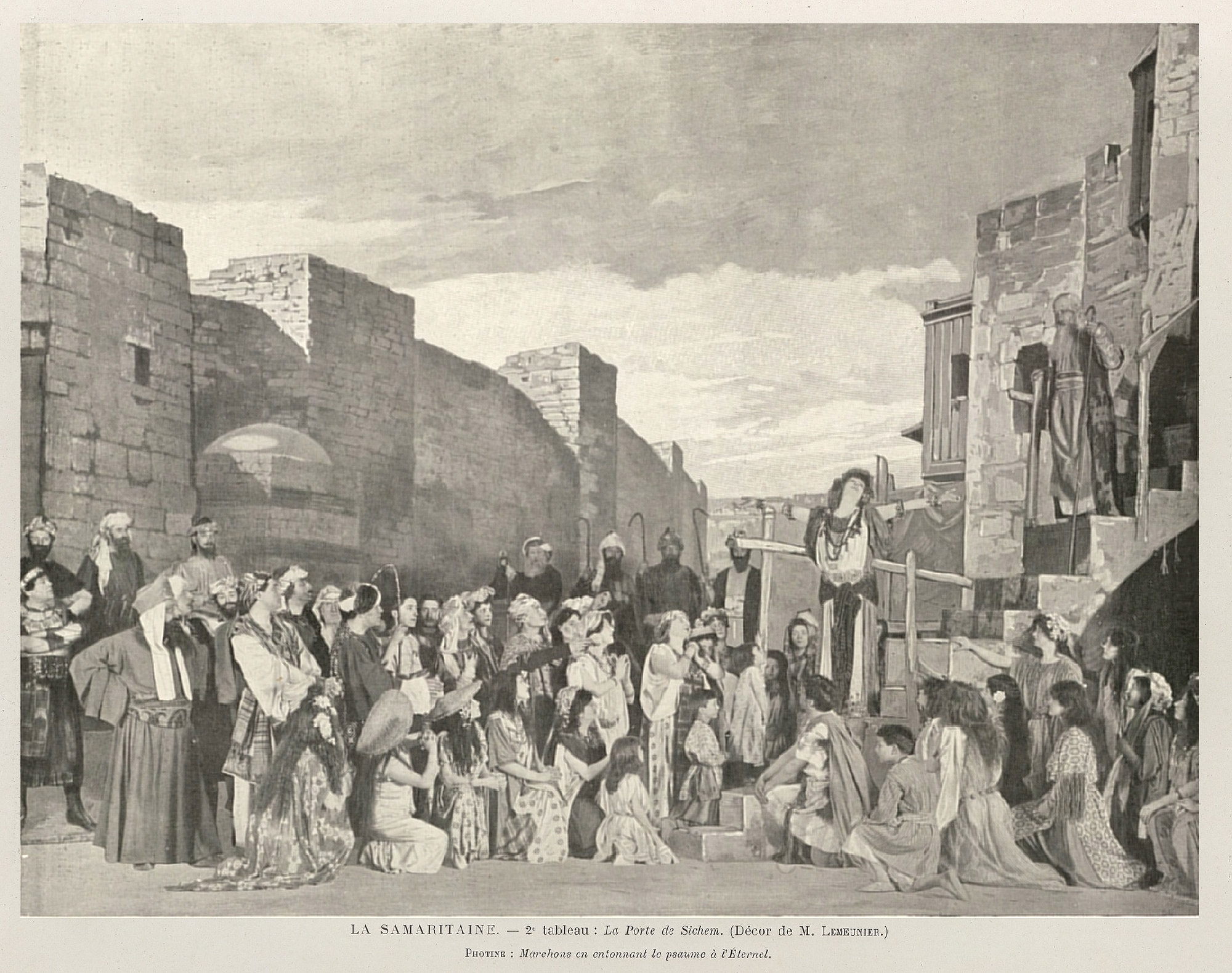
La Samaritaine akte II
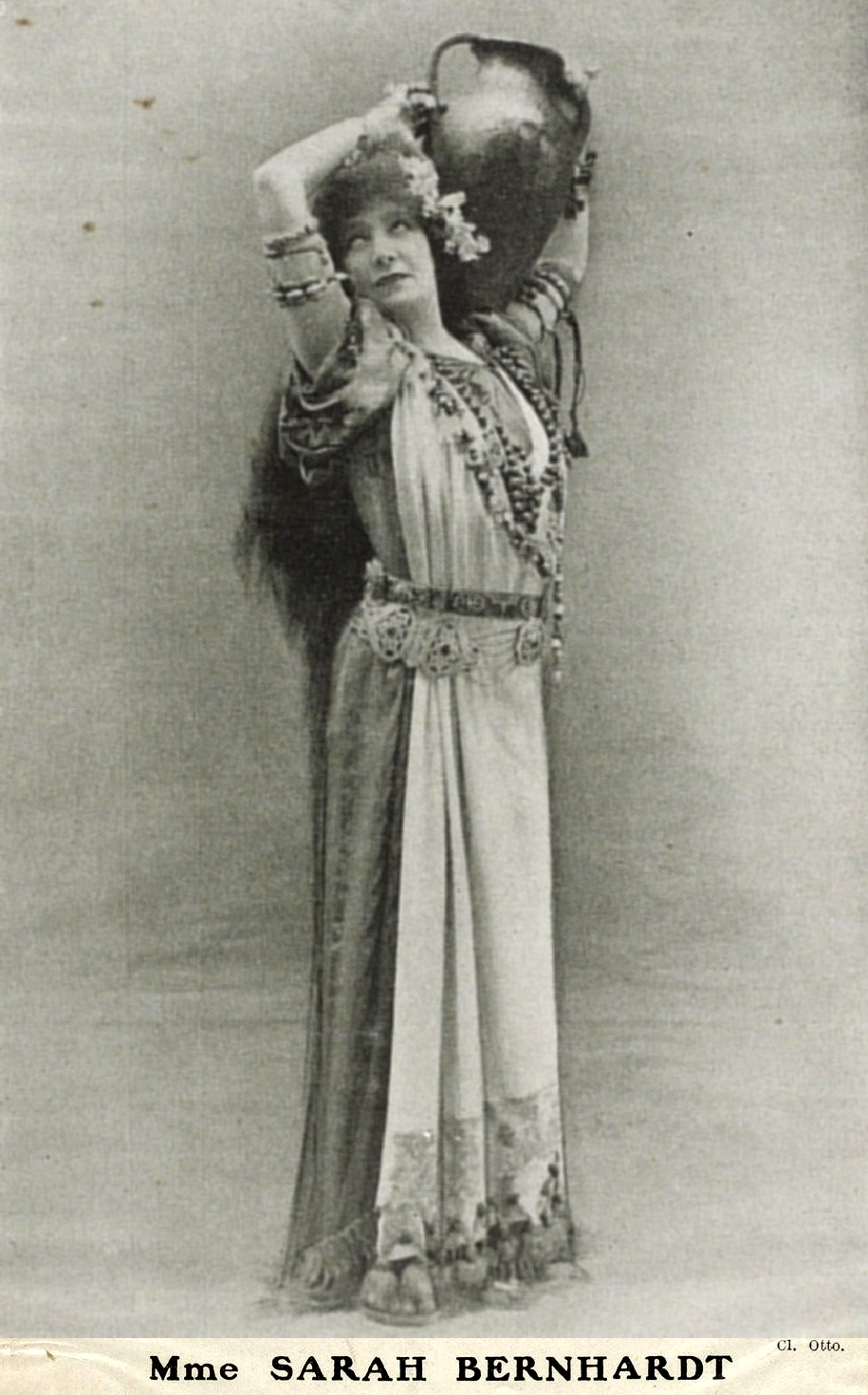
Sarah Bernard in La Samaritaine
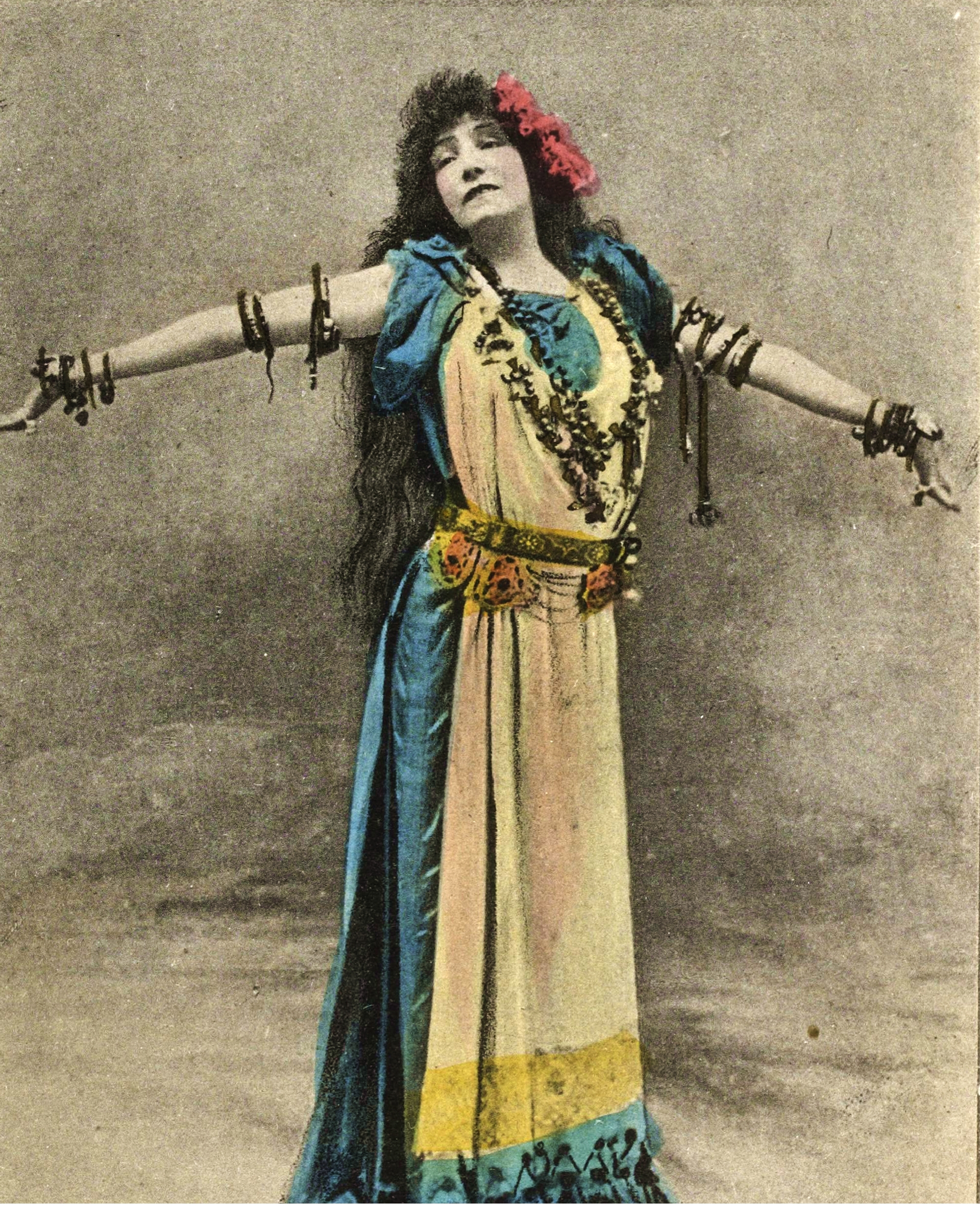
Sarah Bernard in La Samaritaine
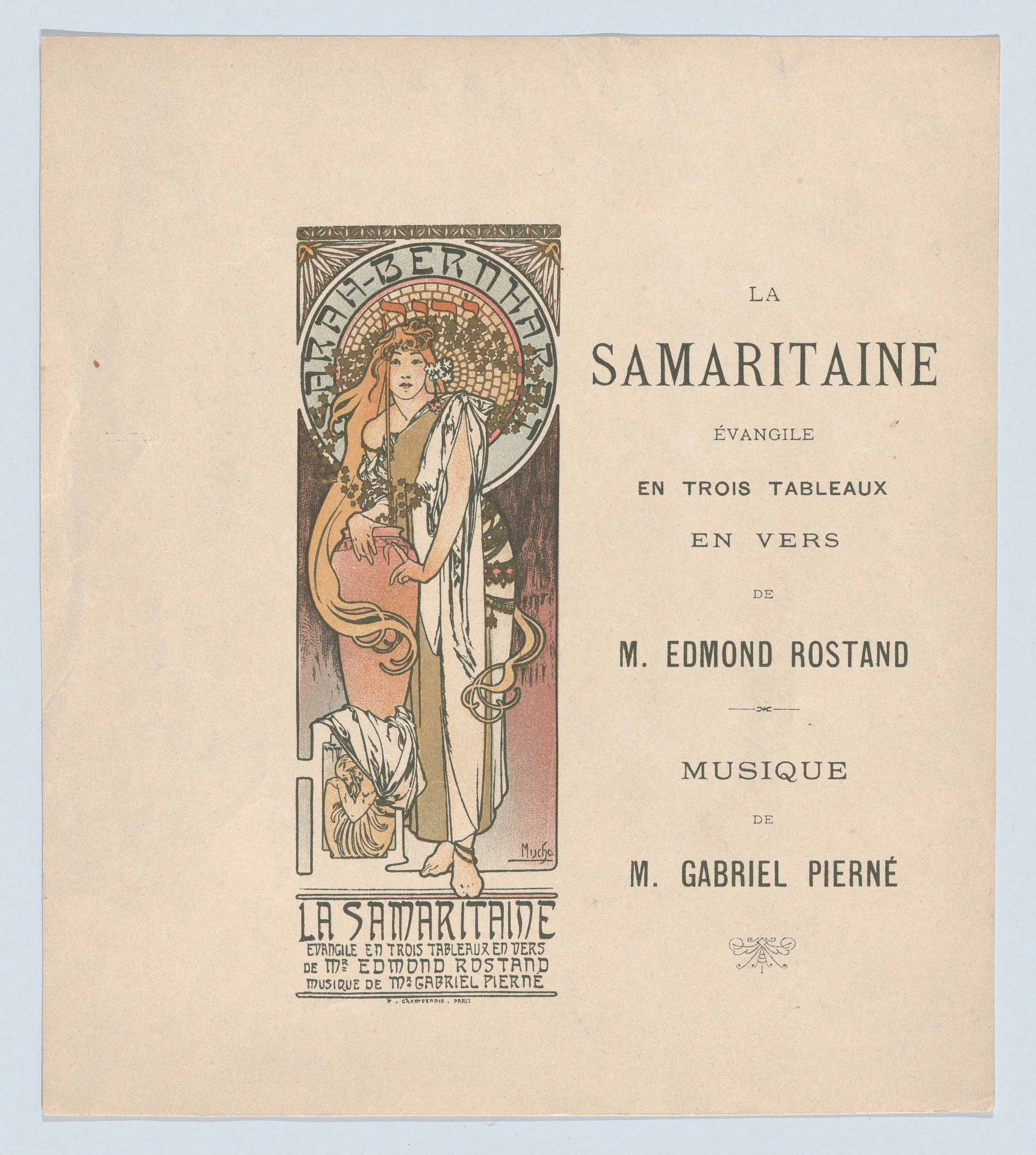
La Samaritaine

## Wetenswaardigheden
- Op 4 april 1933 werd de opera al voor het eerst uitgevoerd in een klein theater het Mardis Musicaux in Angers (Frankrijk) met in de hoofdrollen Gabrielle Ritter-Ciampi en André Pernet.
- La Samaritaine werd voor eerst in Nederland opgevoerd in 1947 in het openluchttheater De Kersouwe in Heeswijk.[4]
- Na de première van het toneelstuk waren zelfs de dagbladcritici positief, Rostand bedankt hen met de woorden: la critique, qui m'aida noblement!